# Campeonato de Primera División 2017-18 (Argentina)
El Campeonato de Primera División «Superliga» 2017-18 fue la octogésima novena temporada y el centésimo trigésimo tercer torneo de la era profesional de la Primera División del fútbol argentino y el primero organizado por la Superliga Argentina, ente que se manejaba con autonomía de la Asociación del Fútbol Argentino y con su propio estatuto. Dio comienzo el 25 de agosto de 2017 y finalizó el 14 de mayo de 2018, con un receso estival entre el 11 de diciembre de 2017 y el 26 de enero de 2018. Llamado «Superliga Quilmes Clásica 2017-18» por motivos de patrocinio, se disputó a una sola rueda, por el sistema de todos contra todos.
Los nuevos participantes fueron los dos equipos ascendidos de la Primera B Nacional 2016-17: Argentinos Juniors, que regresó a la categoría luego de una única temporada en la segunda división; y Chacarita Juniors, que volvió al certamen tras siete años en las categorías de ascenso.
Se consagró bicampeón el Club Atlético Boca Juniors, nuevamente bajo la conducción técnica de Guillermo Barros Schelotto, en lo que fue su décimo bicampeonato y su 33.er campeonato de Primera División, siendo este el 27.º en la era profesional. Jugó, como tal, la Supercopa Argentina 2018 con el ganador de la Copa Argentina 2017-18.
Tras la finalización del torneo, se produjeron cuatro descensos por el sistema de promedios a la Primera B Nacional. Y por otra parte, se definieron las clasificaciones a la Copa Libertadores 2019 y la Copa Sudamericana 2019.

## Ascensos y descensos
| Pos. | Equipos ascendidos de la B Nacional 2016-17 |
| ---- | ------------------------------------------- |
| 1.º  | Argentinos Juniors                          |
| 2.º  | Chacarita Juniors                           |

| Prom. | Equipos descendidos en la temporada 2016-17 |
| ----- | ------------------------------------------- |
| 27.º  | Aldosivi                                    |
| 28.º  | Quilmes                                     |
| 29.º  | Atlético de Rafaela                         |
| 30.º  | Sarmiento (J)                               |

- De este modo, el número de participantes disminuyó a 28.

## Sistema de disputa
El certamen se desarrolló en una sola rueda de 27 partidos en la que se enfrentaron todos contra todos, de acuerdo con el programa aprobado por el Comité Ejecutivo de la Superliga.
Por su parte, los cupos a las competencias internacionales se definieron mediante la ubicación de los equipos en la tabla final de posiciones.

## Equipos participantes
| Equipo             | Ciudad                | Estadio                                         | Capacidad     |
| ------------------ | --------------------- | ----------------------------------------------- | ------------- |
| Argentinos Juniors | Buenos Aires          | Diego Armando Maradona                          | 24 000        |
| Arsenal            | Sarandí               | Julio Humberto Grondona                         | 16 300        |
| Atlético Tucumán   | San Miguel de Tucumán | Monumental José Fierro                          | 35 200        |
| Banfield           | Banfield              | Florencio Sola                                  | 34 900        |
| Belgrano           | Córdoba               | Julio César Villagra                            | 30 500        |
| Boca Juniors       | Buenos Aires          | Alberto J. Armando                              | 49 000        |
| Chacarita Juniors  | Villa Maipú           | Chacarita Juniors                               | 13 260        |
| Colón              | Santa Fe              | Brigadier General Estanislao López              | 40 000        |
| Defensa y Justicia | Gobernador Costa      | Norberto Tomaghello                             | 20 000        |
| Estudiantes        | La Plata              | Ciudad de La Plata Centenario Ciudad de Quilmes | 53 000 30 200 |
| Gimnasia y Esgrima | La Plata              | Juan Carmelo Zerillo                            | 21 500        |
| Godoy Cruz         | Godoy Cruz            | Malvinas Argentinas                             | 40 270        |
| Huracán            | Buenos Aires          | Tomás Adolfo Ducó                               | 48 314        |
| Independiente      | Avellaneda            | Libertadores de América                         | 50 777        |
| Lanús              | Lanús                 | Ciudad de Lanús-Néstor Díaz Pérez               | 47 027        |
| Newell's Old Boys  | Rosario               | Marcelo Bielsa                                  | 42 000        |
| Olimpo             | Bahía Blanca          | Roberto Natalio Carminatti                      | 13 500        |
| Patronato          | Paraná                | Presbítero Bartolomé Grella                     | 15 000        |
| Racing Club        | Avellaneda            | Presidente Perón                                | 50 000        |
| River Plate        | Buenos Aires          | Antonio Vespucio Liberti                        | 61 688        |
| Rosario Central    | Rosario               | Gigante de Arroyito                             | 41 465        |
| San Lorenzo        | Buenos Aires          | Pedro Bidegain                                  | 43 490        |
| San Martín         | San Juan              | Ingeniero Hilario Sánchez                       | 16 500        |
| Talleres           | Córdoba               | Mario Alberto Kempes                            | 57 000        |
| Temperley          | Turdera               | Alfredo Beranger                                | 21 000        |
| Tigre              | Victoria              | José Dellagiovanna                              | 26 282        |
| Unión              | Santa Fe              | 15 de Abril                                     | 26 000        |
| Vélez Sarsfield    | Buenos Aires          | José Amalfitani                                 | 49 540        |

### Distribución geográfica de los equipos
| Región                                   | Cant. | Equipos |
| ---------------------------------------- | ----- | --- |
| Conurbano bonaerense                     | 9     | Arsenal, Banfield, Chacarita Juniors, Defensa y Justicia, Independiente, Lanús, Racing Club, Temperley y Tigre |
| Ciudad de Buenos Aires                   | 6     | Argentinos Juniors, Boca Juniors, Huracán, River Plate, San Lorenzo y Vélez Sarsfield                          |
| Provincia de Santa Fe                    | 4     | Colón, Newell's Old Boys, Rosario Central y Unión                                                              |
| Ciudad de La Plata                       | 2     | Estudiantes y Gimnasia y Esgrima                                                                               |
| Provincia de Córdoba                     | 2     | Belgrano y Talleres                                                                                            |
| Interior de la provincia de Buenos Aires | 1     | Olimpo |
| Provincia de Entre Ríos                  | 1     | Patronato |
| Provincia de Mendoza                     | 1     | Godoy Cruz |
| Provincia de San Juan                    | 1     | San Martín |
| Provincia de Tucumán                     | 1     | Atlético Tucumán                                                                                               |

## Tabla de posiciones final
| Pos. | Equipo                  | Pts. | PJ | PG | PE | PP | GF | GC | Dif. |
| ---- | ----------------------- | ---- | -- | -- | -- | -- | -- | -- | ---- |
| 1.º  | Boca Juniors            | 58   | 27 | 18 | 4  | 5  | 50 | 22 | 28   |
| 2.º  | Godoy Cruz              | 56   | 27 | 17 | 5  | 5  | 45 | 24 | 21   |
| 3.º  | San Lorenzo             | 50   | 27 | 14 | 8  | 5  | 31 | 20 | 11   |
| 4.º  | Huracán                 | 48   | 27 | 13 | 9  | 5  | 35 | 24 | 11   |
| 5.º  | Talleres                | 46   | 27 | 13 | 7  | 7  | 33 | 20 | 13   |
| 6.º  | Independiente           | 46   | 27 | 13 | 7  | 7  | 29 | 19 | 10   |
| 7.º  | Racing Club             | 45   | 27 | 13 | 6  | 8  | 46 | 32 | 14   |
| 8.º  | River Plate             | 45   | 27 | 13 | 6  | 8  | 39 | 26 | 13   |
| 9.º  | Defensa y Justicia      | 44   | 27 | 13 | 5  | 9  | 41 | 34 | 7    |
| 10.º | Unión                   | 43   | 27 | 11 | 10 | 6  | 33 | 23 | 10   |
| 11.º | Colón                   | 41   | 27 | 11 | 8  | 8  | 32 | 22 | 10   |
| 12.º | Argentinos Juniors      | 41   | 27 | 12 | 5  | 10 | 36 | 30 | 6    |
| 13.º | Belgrano                | 40   | 27 | 10 | 10 | 7  | 29 | 28 | 1    |
| 14.º | Vélez Sarsfield         | 38   | 27 | 10 | 8  | 9  | 31 | 32 | −1   |
| 15.º | Atlético Tucumán        | 36   | 27 | 8  | 12 | 7  | 29 | 26 | 3    |
| 16.º | Estudiantes (LP)        | 36   | 27 | 10 | 6  | 11 | 25 | 26 | −1   |
| 17.º | Banfield                | 35   | 27 | 9  | 8  | 10 | 27 | 24 | 3    |
| 18.º | San Martín (SJ)         | 33   | 27 | 9  | 6  | 12 | 30 | 36 | −6   |
| 19.º | Patronato               | 33   | 27 | 8  | 9  | 10 | 26 | 32 | −6   |
| 20.º | Rosario Central         | 32   | 27 | 8  | 8  | 11 | 30 | 41 | −11  |
| 21.º | Lanús                   | 29   | 27 | 6  | 11 | 10 | 20 | 37 | −17  |
| 22.º | Newell's Old Boys       | 29   | 27 | 8  | 6  | 13 | 23 | 28 | −5   |
| 23.º | Gimnasia y Esgrima (LP) | 27   | 27 | 7  | 6  | 14 | 28 | 43 | −15  |
| 24.º | Tigre                   | 24   | 27 | 4  | 12 | 11 | 26 | 33 | −7   |
| 25.º | Temperley               | 23   | 27 | 5  | 8  | 14 | 22 | 46 | −24  |
| 26.º | Chacarita Juniors       | 18   | 27 | 4  | 6  | 17 | 23 | 40 | −17  |
| 27.º | Arsenal                 | 17   | 27 | 3  | 8  | 16 | 19 | 36 | −17  |
| 28.º | Olimpo                  | 15   | 27 | 3  | 6  | 18 | 16 | 50 | −34  |

|  | Campeón. Clasificó a la fase de grupos de la Copa Libertadores 2019. |
|  | Clasificados a la fase de grupos de la Copa Libertadores 2019.       |
|  | Clasificado a la fase 2 de la Copa Libertadores 2019.                |
|  | Clasificados a la Copa Sudamericana 2019.                            |

| 1. 2. 3. |

### Evolución de las posiciones
| Equipo / Fecha          | 1    | 2    | 3    | 4    | 5    | 6    | 7    | 8    | 9    | 10   | 11   | 12   | 13   | 14   | 15   | 16   | 17   | 18   | 19   | 20   | 21   | 22   | 23   | 24   | 25   | 26   | 27   |
| ----------------------- | ---- | ---- | ---- | ---- | ---- | ---- | ---- | ---- | ---- | ---- | ---- | ---- | ---- | ---- | ---- | ---- | ---- | ---- | ---- | ---- | ---- | ---- | ---- | ---- | ---- | ---- | ---- |
| Argentinos Juniors      | –    | 25.º | 27.º | 26.º | 12.º | 10.º | 7.º  | 9.º  | 12.º | 15.º | 16.º | 11.º | 8.º  | 9.º  | 11.º | 13.º | 14.º | 13.º | 13.º | 11.º | 9.º  | 8.º  | 9.º  | 8.º  | 9.º  | 11.º | 12.º |
| Arsenal                 | 20.º | 26.º | 28.º | 28.º | 24.º | 24.º | 26.º | 26.º | 27.º | 28.º | 28.º | 28.º | 28.º | 28.º | 28.º | 28.º | 28.º | 28.º | 28.º | 27.º | 27.º | 27.º | 27.º | 27.º | 27.º | 27.º | 27.º |
| Atlético Tucumán        | 6.º  | 15.º | 17.º | 19.º | 20.º | 19.º | 16.º | 12.º | 13.º | 16.º | 13.º | 15.º | 13.º | 12.º | 10.º | 12.º | 12.º | 14.º | 15.º | 15.º | 13.º | 16.º | 15.º | 15.º | 15.º | 15.º | 15.º |
| Banfield                | 6.º  | 14.º | 8.º  | 3.º  | 5.º  | 9.º  | 11.º | 7.º  | 8.º  | 10.º | 14.º | 16.º | 14.º | 15.º | 18.º | 18.º | 20.º | 17.º | 14.º | 17.º | 18.º | 17.º | 17.º | 16.º | 16.º | 17.º | 17.º |
| Belgrano                | 20.º | 12.º | 7.º  | 11.º | 11.º | 15.º | 17.º | 17.º | 14.º | 9.º  | 12.º | 9.º  | 6.º  | 8.º  | 9.º  | 11.º | 8.º  | 9.º  | 11.º | 12.º | 12.º | 15.º | 14.º | 13.º | 10.º | 12.º | 13.º |
| Boca Juniors            | 2.º  | 2.º  | 1.º  | 1.º  | 1.º  | 1.º  | 1.º  | 1.º  | 1.º  | 1.º  | 1.º  | 1.º  | 1.º  | 1.º  | 1.º  | 1.º  | 1.º  | 1.º  | 1.º  | 1.º  | 1.º  | 1.º  | 1.º  | 1.º  | 1.º  | 1.º  | 1.º  |
| Chacarita Juniors       | –    | 20.º | 22.º | 24.º | 27.º | 27.º | 27.º | 23.º | 25.º | 26.º | 27.º | 25.º | 25.º | 24.º | 24.º | 26.º | 26.º | 26.º | 26.º | 26.º | 26.º | 25.º | 25.º | 25.º | 26.º | 26.º | 26.º |
| Colón                   | 12.º | 7.º  | 9.º  | 5.º  | 6.º  | 4.º  | 6.º  | 6.º  | 5.º  | 5.º  | 5.º  | 7.º  | 9.º  | 13.º | 12.º | 8.º  | 11.º | 12.º | 8.º  | 9.º  | 11.º | 13.º | 13.º | 11.º | 13.º | 13.º | 11.º |
| Defensa y Justicia      | 10.º | 6.º  | 16.º | 21.º | 21.º | 21.º | 22.º | 21.º | 15.º | 11.º | 8.º  | 10.º | 15.º | 16.º | 14.º | 16.º | 13.º | 11.º | 12.º | 13.º | 15.º | 11.º | 11.º | 10.º | 7.º  | 9.º  | 9.º  |
| Estudiantes (LP)        | 6.º  | 12.º | 15.º | 20.º | 12.º | 17.º | 18.º | 15.º | 18.º | 14.º | 10.º | 13.º | 11.º | 10.º | 8.º  | 5.º  | 10.º | 7.º  | 9.º  | 10.º | 10.º | 12.º | 12.º | 14.º | 14.º | 16.º | 16.º |
| Gimnasia y Esgrima (LP) | 10.º | 21.º | 23.º | 18.º | 22.º | 22.º | 21.º | 22.º | 20.º | 22.º | 20.º | 22.º | 20.º | 19.º | 20.º | 20.º | 18.º | 18.º | 19.º | 22.º | 23.º | 23.º | 23.º | 23.º | 24.º | 24.º | 23.º |
| Godoy Cruz              | 20.º | 11.º | 20.º | 12.º | 17.º | 13.º | 13.º | 10.º | 6.º  | 8.º  | 11.º | 12.º | 10.º | 7.º  | 4.º  | 4.º  | 7.º  | 6.º  | 4.º  | 3.º  | 4.º  | 2.º  | 2.º  | 2.º  | 2.º  | 2.º  | 2.º  |
| Huracán                 | 24.º | 15.º | 5.º  | 9.º  | 10.º | 8.º  | 4.º  | 5.º  | 4.º  | 4.º  | 4.º  | 6.º  | 5.º  | 6.º  | 7.º  | 10.º | 6.º  | 8.º  | 10.º | 8.º  | 8.º  | 6.º  | 6.º  | 5.º  | 4.º  | 4.º  | 4.º  |
| Independiente           | 4.º  | 5.º  | 13.º | 15.º | 15.º | 11.º | 12.º | 11.º | 9.º  | 7.º  | 7.º  | 4.º  | 7.º  | 5.º  | 6.º  | 7.º  | 4.º  | 3.º  | 3.º  | 5.º  | 6.º  | 5.º  | 4.º  | 6.º  | 5.º  | 5.º  | 6.º  |
| Lanús                   | 26.º | 27.º | 21.º | 13.º | 9.º  | 5.º  | 10.º | 14.º | 17.º | 20.º | 21.º | 23.º | 23.º | 23.º | 21.º | 22.º | 22.º | 22.º | 23.º | 21.º | 22.º | 22.º | 22.º | 22.º | 22.º | 22.º | 22.º |
| Newell's Old Boys       | 12.º | 22.º | 14.º | 16.º | 19.º | 20.º | 19.º | 19.º | 22.º | 18.º | 18.º | 21.º | 17.º | 22.º | 23.º | 23.º | 23.º | 23.º | 22.º | 23.º | 21.º | 20.º | 20.º | 21.º | 21.º | 20.º | 21.º |
| Olimpo                  | 27.º | 23.º | 26.º | 27.º | 28.º | 28.º | 28.º | 25.º | 26.º | 27.º | 24.º | 26.º | 26.º | 27.º | 27.º | 27.º | 27.º | 27.º | 27.º | 28.º | 28.º | 28.º | 28.º | 28.º | 28.º | 28.º | 28.º |
| Patronato               | 25.º | 15.º | 5.º  | 4.º  | 8.º  | 16.º | 13.º | 16.º | 19.º | 21.º | 22.º | 18.º | 19.º | 18.º | 16.º | 14.º | 16.º | 15.º | 17.º | 19.º | 17.º | 18.º | 19.º | 20.º | 20.º | 18.º | 19.º |
| Racing Club             | 12.º | 4.º  | 12.º | 14.º | 18.º | 18.º | 20.º | 20.º | 16.º | 19.º | 19.º | 14.º | 18.º | 14.º | 13.º | 9.º  | 5.º  | 5.º  | 6.º  | 6.º  | 5.º  | 7.º  | 7.º  | 7.º  | 11.º | 6.º  | 7.º  |
| River Plate             | 9.º  | 3.º  | 2.º  | 2.º  | 2.º  | 2.º  | 9.º  | 13.º | 10.º | 12.º | 15.º | 17.º | 21.º | 17.º | 19.º | 19.º | 21.º | 21.º | 18.º | 16.º | 14.º | 10.º | 10.º | 9.º  | 12.º | 8.º  | 8.º  |
| Rosario Central         | 12.º | 18.º | 18.º | 23.º | 26.º | 26.º | 24.º | 27.º | 24.º | 23.º | 23.º | 20.º | 22.º | 21.º | 17.º | 15.º | 15.º | 16.º | 16.º | 14.º | 16.º | 14.º | 16.º | 17.º | 18.º | 19.º | 20.º |
| San Lorenzo             | 12.º | 18.º | 9.º  | 5.º  | 6.º  | 3.º  | 2.º  | 4.º  | 2.º  | 2.º  | 2.º  | 2.º  | 2.º  | 2.º  | 3.º  | 3.º  | 3.º  | 3.º  | 5.º  | 4.º  | 2.º  | 3.º  | 3.º  | 3.º  | 3.º  | 3.º  | 3.º  |
| San Martín (SJ)         | 5.º  | 10.º | 19.º | 17.º | 12.º | 11.º | 8.º  | 8.º  | 11.º | 13.º | 9.º  | 8.º  | 12.º | 11.º | 15.º | 17.º | 17.º | 19.º | 21.º | 18.º | 19.º | 19.º | 18.º | 18.º | 19.º | 21.º | 18.º |
| Talleres (C)            | 1.º  | 9.º  | 11.º | 8.º  | 4.º  | 6.º  | 3.º  | 3.º  | 7.º  | 6.º  | 6.º  | 5.º  | 4.º  | 3.º  | 2.º  | 2.º  | 2.º  | 2.º  | 2.º  | 2.º  | 3.º  | 4.º  | 5.º  | 4.º  | 6.º  | 7.º  | 5.º  |
| Temperley               | 23.º | 28.º | 24.º | 22.º | 23.º | 23.º | 25.º | 28.º | 28.º | 25.º | 25.º | 24.º | 24.º | 25.º | 26.º | 25.º | 25.º | 25.º | 25.º | 25.º | 25.º | 26.º | 26.º | 26.º | 25.º | 25.º | 25.º |
| Tigre                   | 27.º | 23.º | 25.º | 25.º | 25.º | 25.º | 23.º | 24.º | 23.º | 24.º | 26.º | 27.º | 27.º | 26.º | 25.º | 24.º | 24.º | 24.º | 24.º | 24.º | 24.º | 24.º | 24.º | 24.º | 23.º | 23.º | 24.º |
| Unión                   | 12.º | 7.º  | 4.º  | 5.º  | 3.º  | 6.º  | 5.º  | 2.º  | 3.º  | 3.º  | 3.º  | 3.º  | 3.º  | 4.º  | 5.º  | 6.º  | 9.º  | 10.º | 7.º  | 7.º  | 7.º  | 9.º  | 8.º  | 12.º | 8.º  | 10.º | 10.º |
| Vélez Sarsfield         | 2.º  | 1.º  | 3.º  | 9.º  | 16.º | 14.º | 15.º | 18.º | 21.º | 17.º | 17.º | 19.º | 16.º | 20.º | 22.º | 21.º | 19.º | 20.º | 20.º | 20.º | 20.º | 21.º | 21.º | 19.º | 17.º | 14.º | 14.º |

| 1. 2. 3. 4. 5. 6. 7. 8. 9. |

## Tabla de descenso
Para su confección se tomaron en cuenta las campañas de las últimas cuatro temporadas. 
| Pos. | Equipo                  | Promedio | 2015 | 2016 | 2016-17 | 2017-18 | Total | PJ  |
| ---- | ----------------------- | -------- | ---- | ---- | ------- | ------- | ----- | --- |
| 1.º  | Boca Juniors            | 1,990    | 64   | 20   | 63      | 58      | 205   | 103 |
| 2.º  | San Lorenzo             | 1,922    | 61   | 34   | 53      | 50      | 198   | 103 |
| 3.º  | Racing Club             | 1,757    | 57   | 24   | 55      | 45      | 181   | 103 |
| 4.º  | Independiente           | 1,747    | 54   | 27   | 53      | 46      | 180   | 103 |
| 5.º  | Estudiantes (LP)        | 1,699    | 51   | 32   | 56      | 36      | 175   | 103 |
| 6.º  | River Plate             | 1,631    | 49   | 18   | 56      | 45      | 168   | 103 |
| 7.º  | Godoy Cruz              | 1,592    | 32   | 33   | 43      | 56      | 164   | 103 |
| 8.º  | Talleres                | 1,543    | –    | –    | 42      | 46      | 88    | 57  |
| 8.º  | Lanús                   | 1,543    | 42   | 38   | 50      | 29      | 159   | 103 |
| 10.º | Argentinos Juniors      | 1,518    | 33   | 12   | –       | 41      | 86    | 73  |
| 11.º | Rosario Central         | 1,504    | 59   | 20   | 44      | 32      | 155   | 103 |
| 12.º | Banfield                | 1,495    | 50   | 15   | 54      | 35      | 154   | 103 |
| 13.º | Defensa y Justicia      | 1,456    | 32   | 25   | 49      | 44      | 150   | 103 |
| 14.º | Colón                   | 1,368    | 34   | 17   | 49      | 41      | 141   | 103 |
| 15.º | Atlético Tucumán        | 1,356    | –    | 30   | 33      | 36      | 99    | 73  |
| 16.º | Gimnasia y Esgrima (LP) | 1,349    | 44   | 25   | 43      | 27      | 139   | 103 |
| 17.º | Unión                   | 1,339    | 41   | 22   | 32      | 43      | 138   | 103 |
| 18.º | Belgrano                | 1,291    | 51   | 16   | 26      | 40      | 133   | 103 |
| 19.º | Newell's Old Boys       | 1,300    | 40   | 16   | 49      | 29      | 134   | 103 |
| 20.º | Huracán                 | 1,281    | 30   | 25   | 29      | 48      | 132   | 103 |
| 21.º | Vélez Sarsfield         | 1,242    | 29   | 24   | 37      | 38      | 128   | 103 |
| 22.º | San Martín (SJ)         | 1,223    | 37   | 23   | 33      | 33      | 126   | 103 |
| 23.º | Patronato               | 1,191    | –    | 20   | 34      | 33      | 87    | 73  |
| 24.º | Tigre                   | 1,174    | 46   | 20   | 31      | 24      | 121   | 103 |
| 25.º | Temperley               | 1,029    | 30   | 16   | 37      | 23      | 106   | 103 |
| 26.º | Olimpo                  | 0,990    | 36   | 13   | 38      | 15      | 102   | 103 |
| 27.º | Arsenal                 | 0,951    | 27   | 27   | 27      | 17      | 98    | 103 |
| 28.º | Chacarita Juniors       | 0,666    | –    | –    | –       | 18      | 18    | 27  |

|  | Descendieron a la Primera B Nacional. |

|  |

## Resultados
| Fecha 1            | Fecha 1   | Fecha 1                 | Fecha 1                    | Fecha 1      | Fecha 1 |
| Local              | Resultado | Visitante               | Estadio                    | Fecha        | Hora    |
| ------------------ | --------- | ----------------------- | -------------------------- | ------------ | ------- |
| Tigre              | 0 - 3     | Vélez Sarsfield         | Monumental de Victoria     | 25 de agosto | 19:05   |
| Banfield           | 2 - 1     | Belgrano                | Florencio Sola             | 25 de agosto | 21:05   |
| Defensa y Justicia | 4 - 4     | Gimnasia y Esgrima (LP) | Norberto Tomaghello        | 26 de agosto | 14:05   |
| Colón              | 1 - 1     | Rosario Central         | Brigadier Estanislao López | 26 de agosto | 16:15   |
| Talleres (C)       | 5 - 2     | Lanús                   | Mario Alberto Kempes       | 26 de agosto | 18:05   |
| Independiente      | 3 - 1     | Huracán                 | Libertadores de América    | 26 de agosto | 20:05   |
| San Martín (SJ)    | 2 - 0     | Patronato               | Ingeniero Hilario Sánchez  | 27 de agosto | 11:05   |
| Atlético Tucumán   | 2 - 1     | Godoy Cruz              | Monumental José Fierro     | 27 de agosto | 14:05   |
| San Lorenzo        | 1 - 1     | Racing Club             | Nuevo Gasómetro            | 27 de agosto | 16:05   |
| Boca Juniors       | 3 - 0     | Olimpo                  | La Bombonera               | 27 de agosto | 18:05   |
| Temperley          | 0 - 1     | River Plate             | Alfredo Beranger           | 27 de agosto | 20:05   |
| Newell's Old Boys  | 1 - 1     | Unión                   | Marcelo Bielsa             | 28 de agosto | 19:05   |
| Estudiantes (LP)   | 2 - 1     | Arsenal                 | Ciudad de La Plata         | 28 de agosto | 21:05   |
| Argentinos Juniors | 1 - 0     | Chacarita Juniors       | Diego Armando Maradona     | 8 de octubre | 16:00   |

| Fecha 2           | Fecha 2   | Fecha 2                 | Fecha 2                     | Fecha 2          | Fecha 2 |
| Local             | Resultado | Visitante               | Estadio                     | Fecha            | Hora    |
| ----------------- | --------- | ----------------------- | --------------------------- | ---------------- | ------- |
| Arsenal           | 0 - 1     | Colón                   | El Viaducto                 | 8 de septiembre  | 19:05   |
| Vélez Sarsfield   | 2 - 0     | Atlético Tucumán        | José Amalfitani             | 8 de septiembre  | 19:05   |
| Olimpo            | 1 - 1     | Independiente           | Roberto N. Carminati        | 8 de septiembre  | 21:15   |
| Belgrano          | 1 - 0     | San Martín (SJ)         | Gigante de Alberdi          | 9 de septiembre  | 14:05   |
| Estudiantes (LP)  | 0 - 1     | Defensa y Justicia      | Ciudad de La Plata          | 9 de septiembre  | 16:05   |
| Patronato         | 2 - 1     | Argentinos Juniors      | Presbítero Bartolomé Grella | 9 de septiembre  | 18:05   |
| Racing Club       | 4 - 1     | Temperley               | El Cilindro                 | 9 de septiembre  | 20:05   |
| Chacarita Juniors | 1 - 1     | Tigre                   | Chacarita Juniors           | 10 de septiembre | 11:05   |
| Godoy Cruz        | 2 - 1     | Talleres (C)            | Malvinas Argentinas         | 10 de septiembre | 14:05   |
| Rosario Central   | 0 - 0     | San Lorenzo             | Gigante de Arroyito         | 10 de septiembre | 16:05   |
| River Plate       | 3 - 1     | Banfield                | Monumental                  | 10 de septiembre | 18:05   |
| Lanús             | 0 - 1     | Boca Juniors            | Ciudad de Lanús             | 10 de septiembre | 20:05   |
| Unión             | 1 - 0     | Gimnasia y Esgrima (LP) | 15 de abril                 | 11 de septiembre | 19:05   |
| Huracán           | 1 - 0     | Newell's Old Boys       | Tomás A. Ducó               | 11 de septiembre | 21:05   |

| Fecha 3                 | Fecha 3   | Fecha 3           | Fecha 3                    | Fecha 3          | Fecha 3 |
| Local                   | Resultado | Visitante         | Estadio                    | Fecha            | Hora    |
| ----------------------- | --------- | ----------------- | -------------------------- | ---------------- | ------- |
| Tigre                   | 1 - 3     | Patronato         | Monumental de Victoria     | 15 de septiembre | 19:05   |
| Colón                   | 0 - 0     | Estudiantes (LP)  | Brigadier Estanislao López | 15 de septiembre | 21:05   |
| Argentinos Juniors      | 1 - 2     | Belgrano          | Diego Armando Maradona     | 16 de septiembre | 14:05   |
| Defensa y Justicia      | 1 - 3     | Unión             | Norberto Tomaghello        | 16 de septiembre | 14:05   |
| Newell's Old Boys       | 2 - 0     | Olimpo            | Marcelo Bielsa             | 16 de septiembre | 16:15   |
| San Lorenzo             | 1 - 0     | Arsenal           | Nuevo Gasómetro            | 16 de septiembre | 18:05   |
| Independiente           | 0 - 1     | Lanús             | Libertadores de América    | 16 de septiembre | 20:05   |
| Talleres (C)            | 0 - 0     | Vélez Sarsfield   | Mario Alberto Kempes       | 17 de septiembre | 11:05   |
| Atlético Tucumán        | 1 - 1     | Chacarita Juniors | Monumental José Fierro     | 17 de septiembre | 14:05   |
| Banfield                | 1 - 0     | Racing Club       | Florencio Sola             | 17 de septiembre | 16:05   |
| Boca Juniors            | 4 - 1     | Godoy Cruz        | La Bombonera               | 17 de septiembre | 18:05   |
| San Martín (SJ)         | 1 - 3     | River Plate       | Ingeniero Hilario Sánchez  | 17 de septiembre | 20:05   |
| Gimnasia y Esgrima (LP) | 1 - 3     | Huracán           | Del Bosque                 | 18 de septiembre | 19:05   |
| Temperley               | 1 - 1     | Rosario Central   | Alfredo Beranger           | 18 de septiembre | 21:05   |

| Fecha 4           | Fecha 4   | Fecha 4                 | Fecha 4                     | Fecha 4          | Fecha 4 |
| Local             | Resultado | Visitante               | Estadio                     | Fecha            | Hora    |
| ----------------- | --------- | ----------------------- | --------------------------- | ---------------- | ------- |
| Belgrano          | 0 - 0     | Tigre                   | Gigante de Alberdi          | 22 de septiembre | 19:05   |
| Patronato         | 2 - 1     | Atlético Tucumán        | Presbítero Bartolomé Grella | 22 de septiembre | 21:05   |
| Huracán           | 0 - 0     | Unión                   | Tomás A. Ducó               | 23 de septiembre | 14:05   |
| Arsenal           | 0 - 1     | Temperley               | El Viaducto                 | 23 de septiembre | 14:05   |
| Chacarita Juniors | 0 - 1     | Talleres (C)            | Chacarita Juniors           | 23 de septiembre | 16:15   |
| Vélez Sarsfield   | 0 - 4     | Boca Juniors            | José Amalfitani             | 23 de septiembre | 18:05   |
| Godoy Cruz        | 1 - 0     | Independiente           | Malvinas Argentinas         | 23 de septiembre | 20:05   |
| Colón             | 3 - 1     | Defensa y Justicia      | Brigadier Estanislao López  | 24 de septiembre | 11:05   |
| Olimpo            | 0 - 1     | Gimnasia y Esgrima (LP) | Roberto N. Carminati        | 24 de septiembre | 14:05   |
| Rosario Central   | 0 - 4     | Banfield                | Gigante de Arroyito         | 24 de septiembre | 16:05   |
| River Plate       | 1 - 1     | Argentinos Juniors      | Monumental                  | 24 de septiembre | 18:05   |
| Racing Club       | 0 - 0     | San Martín (SJ)         | El Cilindro                 | 24 de septiembre | 20:05   |
| Lanús             | 1 - 0     | Newell's Old Boys       | Ciudad de Lanús             | 25 de septiembre | 19:05   |
| Estudiantes (LP)  | 1 - 3     | San Lorenzo             | Centenario                  | 25 de septiembre | 21:05   |

| Fecha 5                 | Fecha 5   | Fecha 5           | Fecha 5                   | Fecha 5          | Fecha 5 |
| Local                   | Resultado | Visitante         | Estadio                   | Fecha            | Hora    |
| ----------------------- | --------- | ----------------- | ------------------------- | ---------------- | ------- |
| Defensa y Justicia      | 0 - 0     | Huracán           | Norberto Tomaghello       | 29 de septiembre | 19:05   |
| Unión                   | 2 - 0     | Olimpo            | 15 de abril               | 29 de septiembre | 19:05   |
| Atlético Tucumán        | 0 - 0     | Belgrano          | Monumental José Fierro    | 29 de septiembre | 21:15   |
| San Lorenzo             | 0 - 0     | Colón             | Nuevo Gasómetro           | 30 de septiembre | 14:05   |
| Temperley               | 0 - 3     | Estudiantes (LP)  | Alberto Beranger          | 30 de septiembre | 16:05   |
| Gimnasia y Esgrima (LP) | 1 - 3     | Lanús             | Del Bosque                | 30 de septiembre | 18:05   |
| Argentinos Juniors      | 2 - 0     | Racing Club       | Diego Armando Maradona    | 30 de septiembre | 20:05   |
| Talleres (C)            | 1 - 0     | Patronato         | Mario Alberto Kempes      | 1 de octubre     | 11:05   |
| San Martín (SJ)         | 3 - 1     | Rosario Central   | Ingeniero Hilario Sánchez | 1 de octubre     | 14:05   |
| Independiente           | 1 - 0     | Vélez Sarsfield   | Libertadores de América   | 1 de octubre     | 16:05   |
| Boca Juniors            | 1 - 0     | Chacarita Juniors | La Bombonera              | 1 de octubre     | 18:05   |
| Tigre                   | 1 - 1     | River Plate       | Monumental de Victoria    | 1 de octubre     | 20:05   |
| Banfield                | 1 - 2     | Arsenal           | Florencio Sola            | 2 de octubre     | 19:05   |
| Newell's Old Boys       | 0 - 0     | Godoy Cruz        | Marcelo Bielsa            | 2 de octubre     | 21:05   |

| Fecha 6           | Fecha 6   | Fecha 6                 | Fecha 6                     | Fecha 6       | Fecha 6 |
| Local             | Resultado | Visitante               | Estadio                     | Fecha         | Hora    |
| ----------------- | --------- | ----------------------- | --------------------------- | ------------- | ------- |
| Lanús             | 2 - 1     | Unión                   | Ciudad de Lanús             | 13 de octubre | 19:05   |
| San Lorenzo       | 3 - 1     | Defensa y Justicia      | Nuevo Gasómetro             | 13 de octubre | 21:05   |
| Rosario Central   | 1 - 3     | Argentinos Juniors      | Gigante de Arroyito         | 14 de octubre | 14:05   |
| Colón             | 2 - 0     | Temperley               | Brigadier Estanislao López  | 14 de octubre | 14:05   |
| Estudiantes (LP)  | 1 - 1     | Banfield                | Centenario                  | 14 de octubre | 16:15   |
| Vélez Sarsfield   | 1 - 0     | Newell's Old Boys       | José Amalfitani             | 14 de octubre | 18:05   |
| Racing Club       | 1 - 0     | Tigre                   | El Cilindro                 | 14 de octubre | 20:05   |
| Chacarita Juniors | 1 - 2     | Independiente           | Chacarita Juniors           | 15 de octubre | 11:05   |
| Godoy Cruz        | 3 - 0     | Gimnasia y Esgrima (LP) | Malvinas Argentinas         | 15 de octubre | 14:05   |
| Belgrano          | 0 - 0     | Talleres (C)            | Gigante de Alberdi          | 15 de octubre | 16:05   |
| River Plate       | 2 - 2     | Atlético Tucumán        | Monumental                  | 15 de octubre | 18:05   |
| Patronato         | 0 - 2     | Boca Juniors            | Presbítero Bartolomé Grella | 15 de octubre | 20:05   |
| Olimpo            | 0 - 2     | Huracán                 | Roberto N. Carminati        | 16 de octubre | 19:05   |
| Arsenal           | 0 - 1     | San Martín (SJ)         | El Viaducto                 | 16 de octubre | 21:05   |

| Fecha 7                 | Fecha 7   | Fecha 7           | Fecha 7                   | Fecha 7       | Fecha 7 |
| Local                   | Resultado | Visitante         | Estadio                   | Fecha         | Hora    |
| ----------------------- | --------- | ----------------- | ------------------------- | ------------- | ------- |
| Banfield                | 1 - 1     | Colón             | Florencio Sola            | 27 de octubre | 19:05   |
| Argentinos Juniors      | 3 - 2     | Arsenal           | Diego Armando Maradona    | 27 de octubre | 21:05   |
| Huracán                 | 4 - 0     | Lanús             | Tomás A. Ducó             | 28 de octubre | 14:00   |
| Unión                   | 2 - 0     | Godoy Cruz        | 15 de abril               | 28 de octubre | 14:00   |
| San Martín (SJ)         | 1 - 0     | Estudiantes (LP)  | Ingeniero Hilario Sánchez | 28 de octubre | 16:10   |
| Atlético Tucumán        | 3 - 1     | Racing Club       | Monumental José Fierro    | 28 de octubre | 18:20   |
| Talleres (C)            | 4 - 0     | River Plate       | Mario Alberto Kempes      | 28 de octubre | 20:20   |
| Newell's Old Boys       | 2 - 1     | Chacarita Juniors | Marcelo Bielsa            | 29 de octubre | 11:05   |
| Gimnasia y Esgrima (LP) | 4 - 0     | Vélez Sarsfield   | Del Bosque                | 29 de octubre | 14:05   |
| Temperley               | 0 - 2     | San Lorenzo       | Alfredo Beranger          | 29 de octubre | 16:05   |
| Boca Juniors            | 4 - 0     | Belgrano          | La Bombonera              | 29 de octubre | 18:05   |
| Independiente           | 1 - 1     | Patronato         | Libertadores de América   | 29 de octubre | 20:05   |
| Defensa y Justicia      | 1 - 1     | Olimpo            | Norberto Tomaghello       | 30 de octubre | 19:05   |
| Tigre                   | 1 - 1     | Rosario Central   | Monumental de Victoria    | 30 de octubre | 21:05   |

| Fecha 8           | Fecha 8   | Fecha 8                 | Fecha 8                     | Fecha 8        | Fecha 8 |
| Local             | Resultado | Visitante               | Estadio                     | Fecha          | Hora    |
| ----------------- | --------- | ----------------------- | --------------------------- | -------------- | ------- |
| Chacarita Juniors | 2 - 0     | Gimnasia y Esgrima (LP) | Chacarita Juniors           | 3 de noviembre | 19:05   |
| Godoy Cruz        | 2 - 1     | Huracán                 | Malvinas Argentinas         | 3 de noviembre | 21:05   |
| Colón             | 3 - 3     | San Martín (SJ)         | Brigadier Estanislao López  | 4 de noviembre | 14:05   |
| Lanús             | 0 - 2     | Olimpo                  | Ciudad de Lanús             | 4 de noviembre | 14:05   |
| San Lorenzo       | 0 - 1     | Banfield                | Nuevo Gasómetro             | 4 de noviembre | 16:15   |
| Rosario Central   | 0 - 1     | Atlético Tucumán        | Gigante de Arroyito         | 4 de noviembre | 18:05   |
| Racing Club       | 1 - 1     | Talleres (C)            | El Cilindro                 | 4 de noviembre | 21:30   |
| Temperley         | 1 - 4     | Defensa y Justicia      | Alfredo Beranger            | 5 de noviembre | 11:05   |
| Belgrano          | 0 - 0     | Independiente           | Gigante de Alberdi          | 5 de noviembre | 14:05   |
| Estudiantes (LP)  | 1 - 0     | Argentinos Juniors      | Centenario                  | 5 de noviembre | 14:05   |
| River Plate       | 1 - 2     | Boca Juniors            | Monumental                  | 5 de noviembre | 18:05   |
| Arsenal           | 0 - 0     | Tigre                   | El Viaducto                 | 6 de noviembre | 17:05   |
| Patronato         | 0 - 0     | Newell's Old Boys       | Presbítero Bartolomé Grella | 6 de noviembre | 19:05   |
| Vélez Sarsfield   | 0 - 2     | Unión                   | José Amalfitani             | 6 de noviembre | 21:05   |

| Fecha 9                 | Fecha 9   | Fecha 9           | Fecha 9                   | Fecha 9         | Fecha 9 |
| Local                   | Resultado | Visitante         | Estadio                   | Fecha           | Hora    |
| ----------------------- | --------- | ----------------- | ------------------------- | --------------- | ------- |
| Argentinos Juniors      | 0 - 1     | Colón             | Diego Armando Maradona    | 17 de noviembre | 17:00   |
| Atlético Tucumán        | 0 - 0     | Arsenal           | Monumental José Fierro    | 17 de noviembre | 19:15   |
| Newell's Old Boys       | 0 - 1     | Belgrano          | Marcelo Bielsa            | 17 de noviembre | 21:30   |
| Defensa y Justicia      | 3 - 0     | Lanús             | Norberto Tormaghello      | 18 de noviembre | 17:00   |
| Banfield                | 0 - 0     | Temperley         | Florencio Sola            | 18 de noviembre | 17:00   |
| San Martín (SJ)         | 1 - 3     | San Lorenzo       | Ingeniero Hilario Sánchez | 18 de noviembre | 19:15   |
| Independiente           | 1 - 0     | River Plate       | Libertadores de América   | 18 de noviembre | 21:30   |
| Unión                   | 0 - 0     | Chacarita Juniors | 15 de abril               | 19 de noviembre | 17:00   |
| Tigre                   | 2 - 0     | Estudiantes       | Monumental de Victoria    | 19 de noviembre | 17:00   |
| Boca Juniors            | 1 - 2     | Racing Club       | La Bombonera              | 19 de noviembre | 19:15   |
| Talleres (C)            | 0 - 1     | Rosario Central   | Mario Alberto Kempes      | 19 de noviembre | 21:30   |
| Gimnasia y Esgrima (LP) | 2 - 0     | Patronato         | Del Bosque                | 20 de noviembre | 17:00   |
| Olimpo                  | 1 - 1     | Godoy Cruz        | Roberto N. Carminati      | 20 de noviembre | 19:15   |
| Huracán                 | 1 - 0     | Vélez Sarsfield   | Tomás A. Ducó             | 20 de noviembre | 21:30   |

| Fecha 10          | Fecha 10  | Fecha 10                | Fecha 10                    | Fecha 10        | Fecha 10 |
| Local             | Resultado | Visitante               | Estadio                     | Fecha           | Hora     |
| ----------------- | --------- | ----------------------- | --------------------------- | --------------- | -------- |
| Banfield          | 0 - 1     | Defensa y Justicia      | Florencio Sola              | 24 de noviembre | 17:00    |
| Chacarita Juniors | 0 - 2     | Huracán                 | Chacarita Juniors           | 24 de noviembre | 19:15    |
| Colón             | 3 - 1     | Tigre                   | Brigadier Estanislao López  | 24 de noviembre | 21:30    |
| Patronato         | 2 - 3     | Unión                   | Presbítero Bartolomé Grella | 25 de noviembre | 17:00    |
| Belgrano          | 2 - 0     | Gimnasia y Esgrima (LP) | Gigante de Alberdi          | 25 de noviembre | 17:00    |
| San Lorenzo       | 1 - 0     | Argentinos Juniors      | Nuevo Gasómetro             | 25 de noviembre | 19:15    |
| Racing Club       | 0 - 1     | Independiente           | El Cilindro                 | 25 de noviembre | 21:30    |
| Estudiantes (LP)  | 1 - 0     | Atlético Tucumán        | Centenario                  | 26 de noviembre | 17:00    |
| River Plate       | 1 - 3     | Newell's Old Boys       | Monumental                  | 26 de noviembre | 19:15    |
| Rosario Central   | 1 - 0     | Boca Juniors            | Gigante de Arroyito         | 26 de noviembre | 21:30    |
| Arsenal           | 0 - 1     | Talleres (C)            | El Viaducto                 | 27 de noviembre | 17:00    |
| Vélez Sarsfield   | 3 - 0     | Olimpo                  | José Amalfitani             | 27 de noviembre | 19:15    |
| Temperley         | 1 - 0     | San Martín (SJ)         | Alfredo Beranger            | 27 de noviembre | 21:30    |
| Godoy Cruz        | 4 - 1     | Lanús                   | Malvinas Argentinas         | 7 de febrero    | 21:30    |

| Fecha 11                | Fecha 11  | Fecha 11          | Fecha 11                  | Fecha 11       | Fecha 11 |
| Local                   | Resultado | Visitante         | Estadio                   | Fecha          | Hora     |
| ----------------------- | --------- | ----------------- | ------------------------- | -------------- | -------- |
| Unión                   | 1 - 1     | Belgrano          | 15 de abril               | 1 de diciembre | 17:00    |
| Defensa y Justicia      | 3 - 2     | Godoy Cruz        | Norberto Tomaghello       | 1 de diciembre | 19:15    |
| Huracán                 | 1 - 1     | Patronato         | Tomás A. Ducó             | 1 de diciembre | 21:30    |
| Olimpo                  | 2 - 0     | Chacarita Juniors | Roberto N. Carminati      | 2 de diciembre | 17:00    |
| Argentinos Juniors      | 2 - 2     | Temperley         | Diego Armando Maradona    | 2 de diciembre | 17:00    |
| Newell's Old Boys       | 2 - 2     | Racing Club       | Marcelo Bielsa            | 2 de diciembre | 21:30    |
| Tigre                   | 1 - 2     | San Lorenzo       | Monumental de Victoria    | 3 de diciembre | 17:00    |
| Talleres (C)            | 0 - 1     | Estudiantes (LP)  | Mario Alberto Kempes      | 3 de diciembre | 17:30    |
| Boca Juniors            | 2 - 0     | Arsenal           | La Bombonera              | 3 de diciembre | 19:30    |
| Gimnasia y Esgrima (LP) | 2 - 1     | River Plate       | Del Bosque                | 3 de diciembre | 21:30    |
| Lanús                   | 0 - 0     | Vélez Sarsfield   | Ciudad de Lanús           | 4 de diciembre | 17:00    |
| Atlético Tucumán        | 2 - 0     | Colón             | Monumental José Fierro    | 4 de diciembre | 19:15    |
| San Martín (SJ)         | 2 - 1     | Banfield          | Ingeniero Hilario Sánchez | 4 de diciembre | 21:30    |
| Independiente           | 1 - 1     | Rosario Central   | Libertadores de América   | 24 de enero    | 21:10    |

| Fecha 12          | Fecha 12  | Fecha 12                | Fecha 12                    | Fecha 12        | Fecha 12 |
| Local             | Resultado | Visitante               | Estadio                     | Fecha           | Hora     |
| ----------------- | --------- | ----------------------- | --------------------------- | --------------- | -------- |
| River Plate       | 2 - 0     | Unión                   | Monumental                  | 22 de noviembre | 19:15    |
| Vélez Sarsfield   | 0 - 1     | Godoy Cruz              | José Amalfitani             | 23 de noviembre | 19:15    |
| San Lorenzo       | 2 - 0     | Atlético Tucumán        | Nuevo Gasómetro             | 30 de noviembre | 19:15    |
| Temperley         | 2 - 1     | Tigre                   | Alfredo Beranger            | 8 de diciembre  | 17:00    |
| Patronato         | 1 - 0     | Olimpo                  | Presbítero Bartolomé Grella | 8 de diciembre  | 19:15    |
| Belgrano          | 1 - 0     | Huracán                 | Gigante de Alberdi          | 8 de diciembre  | 21:30    |
| Banfield          | 2 - 3     | Argentinos Juniors      | Florencio Sola              | 9 de diciembre  | 17:00    |
| Arsenal           | 1 - 2     | Independiente           | El Viaducto                 | 9 de diciembre  | 21:30    |
| Rosario Central   | 1 - 0     | Newell's Old Boys       | Gigante de Arroyito         | 10 de diciembre | 17:00    |
| Colón             | 0 - 2     | Talleres (C)            | Brigadier Estanislao López  | 10 de diciembre | 19:15    |
| Racing Club       | 3 - 1     | Gimnasia y Esgrima (LP) | El Cilindro                 | 10 de diciembre | 19:15    |
| Estudiantes (LP)  | 0 - 1     | Boca Juniors            | Centenario                  | 10 de diciembre | 21:30    |
| San Martín (SJ)   | 1 - 0     | Defensa y Justicia      | Ingeniero Hilario Sánchez   | 11 de diciembre | 19:15    |
| Chacarita Juniors | 3 - 0     | Lanús                   | Chacarita Juniors           | 11 de diciembre | 21:30    |

| Fecha 13                | Fecha 13  | Fecha 13          | Fecha 13                | Fecha 13    | Fecha 13 |
| Local                   | Resultado | Visitante         | Estadio                 | Fecha       | Hora     |
| ----------------------- | --------- | ----------------- | ----------------------- | ----------- | -------- |
| Tigre                   | 1 - 2     | Banfield          | Monumental de Victoria  | 26 de enero | 19:00    |
| Godoy Cruz              | 1 - 0     | Chacarita Juniors | Malvinas Argentinas     | 26 de enero | 19:00    |
| Talleres (C)            | 2 - 0     | San Lorenzo       | Mario Alberto Kempes    | 26 de enero | 21:15    |
| Newell's Old Boys       | 2 - 1     | Arsenal           | Marcelo Bielsa          | 27 de enero | 17:00    |
| Defensa y Justicia      | 0 - 1     | Vélez Sarsfield   | Norberto Tomaghello     | 27 de enero | 17:00    |
| Lanús                   | 1 - 1     | Patronato         | Ciudad de Lanús         | 27 de enero | 19:15    |
| Boca Juniors            | 2 - 0     | Colón             | La Bombonera            | 27 de enero | 21:30    |
| Olimpo                  | 1 - 2     | Belgrano          | Roberto N. Carminati    | 28 de enero | 17:00    |
| Argentinos Juniors      | 2 - 0     | San Martín (SJ)   | Diego Armando Maradona  | 28 de enero | 17:00    |
| Huracán                 | 1 - 0     | River Plate       | Tomás A. Ducó           | 28 de enero | 19:15    |
| Unión                   | 2 - 1     | Racing Club       | 15 de abril             | 28 de enero | 21:30    |
| Gimnasia y Esgrima (LP) | 2 - 1     | Rosario Central   | Del Bosque              | 29 de enero | 19:00    |
| Atlético Tucumán        | 3 - 0     | Temperley         | Monumental José Fierro  | 29 de enero | 19:00    |
| Independiente           | 1 - 2     | Estudiantes (LP)  | Libertadores de América | 29 de enero | 21:15    |

| Fecha 14           | Fecha 14  | Fecha 14                | Fecha 14                    | Fecha 14     | Fecha 14 |
| Local              | Resultado | Visitante               | Estadio                     | Fecha        | Hora     |
| ------------------ | --------- | ----------------------- | --------------------------- | ------------ | -------- |
| Patronato          | 0 - 0     | Godoy Cruz              | Presbítero Bartolomé Grella | 2 de febrero | 19:00    |
| Argentinos Juniors | 2 - 1     | Defensa y Justicia      | Diego Armando Maradona      | 2 de febrero | 19:00    |
| Belgrano           | 0 - 0     | Lanús                   | Gigante de Alberdi          | 2 de febrero | 21:15    |
| Banfield           | 0 - 0     | Atlético Tucumán        | Florencio Sola              | 3 de febrero | 17:00    |
| Rosario Central    | 1 - 0     | Unión                   | Gigante de Arroyito         | 3 de febrero | 17:00    |
| Colón              | 0 - 1     | Independiente           | Brigadier Estanislao López  | 3 de febrero | 19:15    |
| River Plate        | 2 - 0     | Olimpo                  | Monumental                  | 3 de febrero | 21:30    |
| Arsenal            | 0 - 0     | Gimnasia y Esgrima (LP) | El Viaducto                 | 4 de febrero | 17:00    |
| Estudiantes (LP)   | 4 - 2     | Newell's Old Boys       | Ciudad de La Plata          | 4 de febrero | 17:00    |
| San Lorenzo        | 1 - 1     | Boca Juniors            | Nuevo Gasómetro             | 4 de febrero | 19:15    |
| Racing Club        | 4 - 0     | Huracán                 | El Cilindro                 | 4 de febrero | 21:30    |
| Chacarita Juniors  | 2 - 0     | Vélez Sarsfield         | Chacarita Juniors           | 5 de febrero | 19:00    |
| Temperley          | 0 - 1     | Talleres (C)            | Alfredo Beranger            | 5 de febrero | 19:00    |
| San Martín (SJ)    | 0 - 0     | Tigre                   | Ingeniero Hilario Sánchez   | 5 de febrero | 21:15    |

| Fecha 15                | Fecha 15  | Fecha 15           | Fecha 15                | Fecha 15      | Fecha 15 |
| Local                   | Resultado | Visitante          | Estadio                 | Fecha         | Hora     |
| ----------------------- | --------- | ------------------ | ----------------------- | ------------- | -------- |
| Unión                   | 0 - 0     | Arsenal            | 15 de abril             | 9 de febrero  | 19:00    |
| Defensa y Justicia      | 4 - 2     | Chacarita Juniors  | Norberto Tormaghello    | 9 de febrero  | 19:00    |
| Newell's Old Boys       | 0 - 1     | Colón              | Marcelo Bielsa          | 9 de febrero  | 21:15    |
| Gimnasia y Esgrima (LP) | 0 - 0     | Estudiantes (LP)   | Del Bosque              | 10 de febrero | 17:00    |
| Vélez Sarsfield         | 0 - 2     | Patronato          | José Amalfitani         | 10 de febrero | 17:00    |
| Olimpo                  | 1 - 2     | Racing Club        | Roberto N. Carminati    | 10 de febrero | 19:15    |
| Talleres (C)            | 1 - 0     | Banfield           | Mario Alberto Kempes    | 11 de febrero | 17:00    |
| Godoy Cruz              | 2 - 1     | Belgrano           | Malvinas Argentinas     | 11 de febrero | 17:00    |
| Boca Juniors            | 1 - 0     | Temperley          | La Bombonera            | 11 de febrero | 19:15    |
| Lanús                   | 1 - 0     | River Plate        | Ciudad de Lanús         | 11 de febrero | 21:30    |
| Tigre                   | 2 - 0     | Argentinos Juniors | Monumental de Victoria  | 12 de febrero | 19:00    |
| Atlético Tucumán        | 2 - 1     | San Martín (SJ)    | Monumental José Fierro  | 12 de febrero | 19:00    |
| Huracán                 | 2 - 3     | Rosario Central    | Tomás A. Ducó           | 12 de febrero | 21:15    |
| Independiente           | 0 - 1     | San Lorenzo        | Libertadores de América | 4 de abril    | 20:00    |

| Fecha 16         | Fecha 16  | Fecha 16                | Fecha 16                    | Fecha 16      | Fecha 16 |
| Local            | Resultado | Visitante               | Estadio                     | Fecha         | Hora     |
| ---------------- | --------- | ----------------------- | --------------------------- | ------------- | -------- |
| Estudiantes (LP) | 2 - 0     | Unión                   | Ciudad de La Plata          | 16 de febrero | 19:00    |
| Racing Club      | 3 - 1     | Lanús                   | El Cilindro                 | 16 de febrero | 19:00    |
| Belgrano         | 2 - 2     | Vélez Sarsfield         | Gigante de Alberdi          | 16 de febrero | 21:15    |
| Argentinos       | 2 - 2     | Atlético Tucumán        | Diego Armando Maradona      | 17 de febrero | 17:00    |
| San Lorenzo      | 1 - 0     | Newell's Old Boys       | Nuevo Gasómetro             | 17 de febrero | 17:00    |
| Temperley        | 0 - 0     | Independiente           | Alfredo Beranger            | 17 de febrero | 19:15    |
| Rosario Central  | 5 - 0     | Olimpo                  | Gigante de Arroyito         | 17 de febrero | 21:30    |
| Arsenal          | 1 - 1     | Huracán                 | El Viaducto                 | 18 de febrero | 17:00    |
| San Martín (SJ)  | 1 - 1     | Talleres (C)            | Ingeniero Hilario Sánchez   | 18 de febrero | 17:00    |
| River Plate      | 2 - 2     | Godoy Cruz              | Monumental                  | 18 de febrero | 19:15    |
| Banfield         | 0 - 1     | Boca Juniors            | Florencio Sola              | 18 de febrero | 21:30    |
| Tigre            | 1 - 1     | Defensa y Justicia      | Monumental de Victoria      | 19 de febrero | 19:00    |
| Patronato        | 3 - 0     | Chacarita Juniors       | Presbítero Bartolomé Grella | 19 de febrero | 19:00    |
| Colón            | 1 - 0     | Gimnasia y Esgrima (LP) | Brigadier Estanislao López  | 19 de febrero | 21:15    |

| Fecha 17                | Fecha 17  | Fecha 17           | Fecha 17                | Fecha 17      | Fecha 17 |
| Local                   | Resultado | Visitante          | Estadio                 | Fecha         | Hora     |
| ----------------------- | --------- | ------------------ | ----------------------- | ------------- | -------- |
| Huracán                 | 1 - 0     | Estudiantes (LP)   | Tomás A. Ducó           | 23 de febrero | 19:00    |
| Olimpo                  | 2 - 1     | Arsenal            | Roberto N. Carminati    | 23 de febrero | 19:00    |
| Godoy Cruz              | 1 - 2     | Racing Club        | Malvinas Argentinas     | 23 de febrero | 21:15    |
| Defensa y Justicia      | 1 - 0     | Patronato          | Norberto Tomaghello     | 24 de febrero | 17:00    |
| Lanús                   | 1 - 1     | Rosario Central    | Ciudad de Lanús         | 24 de febrero | 17:00    |
| Vélez Sarsfield         | 1 - 0     | River Plate        | José Amalfitani         | 24 de febrero | 19:15    |
| Atlético Tucumán        | 0 - 0     | Tigre              | Monumental José Fierro  | 24 de febrero | 21:30    |
| Independiente           | 1 - 0     | Banfield           | Libertadores de América | 25 de febrero | 17:00    |
| Chacarita Juniors       | 0 - 1     | Belgrano           | Chacarita Juniors       | 25 de febrero | 17:00    |
| Unión                   | 1 - 1     | Colón              | 15 de abril             | 25 de febrero | 19:15    |
| Boca Juniors            | 4 - 2     | San Martín (SJ)    | La Bombonera            | 25 de febrero | 19:15    |
| Newell's Old Boys       | 0 - 0     | Temperley          | Marcelo Bielsa          | 26 de febrero | 19:00    |
| Talleres (C)            | 2 - 0     | Argentinos Juniors | Mario Alberto Kempes    | 26 de febrero | 19:00    |
| Gimnasia y Esgrima (LP) | 1 - 0     | San Lorenzo        | Del Bosque              | 26 de febrero | 21:15    |

| Fecha 18           | Fecha 18  | Fecha 18                | Fecha 18                   | Fecha 18   | Fecha 18 |
| Local              | Resultado | Visitante               | Estadio                    | Fecha      | Hora     |
| ------------------ | --------- | ----------------------- | -------------------------- | ---------- | -------- |
| Belgrano           | 2 - 2     | Patronato               | Gigante de Alberdi         | 2 de marzo | 19:00    |
| Arsenal            | 2 - 1     | Lanús                   | El Viaducto                | 2 de marzo | 19:00    |
| Colón              | 0 - 0     | Huracán                 | Brigadier Estanislao López | 2 de marzo | 21:15    |
| San Lorenzo        | 0 - 0     | Unión                   | Nuevo Gasómetro            | 3 de marzo | 17:00    |
| Tigre              | 0 - 0     | Talleres (C)            | Monumental de Victoria     | 3 de marzo | 17:00    |
| Rosario Central    | 1 - 2     | Godoy Cruz              | Gigante de Arroyito        | 3 de marzo | 19:15    |
| Temperley          | 1 - 1     | Gimnasia y Esgrima (LP) | Alfredo Beranger           | 3 de marzo | 21:30    |
| Banfield           | 1 - 0     | Newell's Old Boys       | Florencio Sola             | 4 de marzo | 17:00    |
| Atlético Tucumán   | 0 - 1     | Defensa y Justicia      | Monumental José Fierro     | 4 de marzo | 17:00    |
| River Plate        | 1 - 1     | Chacarita Juniors       | Monumental                 | 4 de marzo | 19:15    |
| Racing Club        | 2 - 1     | Vélez Sarsfield         | El Cilindro                | 4 de marzo | 21:30    |
| Estudiantes (LP)   | 1 - 0     | Olimpo                  | Ciudad de La Plata         | 5 de marzo | 19:00    |
| San Martín (SJ)    | 0 - 4     | Independiente           | Ingeniero Hilario Sánchez  | 5 de marzo | 19:00    |
| Argentinos Juniors | 2 - 0     | Boca Juniors            | Diego Armando Maradona     | 5 de marzo | 21:15    |

| Fecha 19                | Fecha 19  | Fecha 19           | Fecha 19                    | Fecha 19    | Fecha 19 |
| Local                   | Resultado | Visitante          | Estadio                     | Fecha       | Hora     |
| ----------------------- | --------- | ------------------ | --------------------------- | ----------- | -------- |
| Godoy Cruz              | 1 - 0     | Arsenal            | Malvinas Argentinas         | 9 de marzo  | 19:00    |
| Gimnasia y Esgrima (LP) | 0 - 2     | Banfield           | Del Bosque                  | 9 de marzo  | 19:00    |
| Talleres (C)            | 3 - 1     | Atlético Tucumán   | Mario Alberto Kempes        | 9 de marzo  | 21:15    |
| Olimpo                  | 0 - 3     | Colón              | Roberto N. Carminati        | 10 de marzo | 17:00    |
| Chacarita Juniors       | 1 - 1     | Racing Club        | Chacarita Juniors           | 10 de marzo | 17:00    |
| Boca Juniors            | 2 - 1     | Tigre              | La Bombonera                | 10 de marzo | 19:15    |
| Patronato               | 0 - 1     | River Plate        | Presbítero Bartolomé Grella | 10 de marzo | 21:30    |
| Huracán                 | 1 - 1     | San Lorenzo        | Tomás A. Ducó               | 11 de marzo | 17:00    |
| Lanús                   | 0 - 0     | Estudiantes (LP)   | Ciudad de Lanús             | 11 de marzo | 17:00    |
| Vélez Sarsfield         | 2 - 2     | Rosario Central    | José Amalfitani             | 11 de marzo | 19:15    |
| Independiente           | 2 - 1     | Argentinos Juniors | Libertadores de América     | 11 de marzo | 21:30    |
| Defensa y Justicia      | 1 - 1     | Belgrano           | Norberto Tomaghello         | 12 de marzo | 19:00    |
| Unión                   | 3 - 0     | Temperley          | 15 de abril                 | 12 de marzo | 19:00    |
| Newell's Old Boys       | 2 - 0     | San Martín (SJ)    | Marcelo Bielsa              | 12 de marzo | 21:15    |

| Fecha 20           | Fecha 20  | Fecha 20                | Fecha 20                   | Fecha 20    | Fecha 20 |
| Local              | Resultado | Visitante               | Estadio                    | Fecha       | Hora     |
| ------------------ | --------- | ----------------------- | -------------------------- | ----------- | -------- |
| Rosario Central    | 3 - 1     | Chacarita Juniors       | Gigante de Arroyito        | 16 de marzo | 19:00    |
| Colón              | 1 - 2     | Lanús                   | Brigadier Estanislao López | 16 de marzo | 21:15    |
| Temperley          | 1 - 2     | Huracán                 | Alfredo Beranger           | 17 de marzo | 13:15    |
| Argentinos Juniors | 1 - 0     | Newell's Old Boys       | Diego Armando Maradona     | 17 de marzo | 13:15    |
| San Martín (SJ)    | 3 - 0     | Gimnasia y Esgrima (LP) | Ingeniero Hilario Sánchez  | 17 de marzo | 15:30    |
| San Lorenzo        | 2 - 0     | Olimpo                  | Nuevo Gasómetro            | 17 de marzo | 17:45    |
| Talleres (C)       | 1 - 0     | Defensa y Justicia      | Mario Alberto Kempes       | 17 de marzo | 20:00    |
| Racing Club        | 5 - 0     | Patronato               | El Cilindro                | 18 de marzo | 11:00    |
| Arsenal            | 1 - 1     | Vélez Sarsfield         | El Viaducto                | 18 de marzo | 13:15    |
| Estudiantes (LP)   | 0 - 1     | Godoy Cruz              | Ciudad de La Plata         | 18 de marzo | 15:30    |
| Atlético Tucumán   | 1 - 1     | Boca Juniors            | Monumental José Fierro     | 18 de marzo | 17:45    |
| River Plate        | 3 - 1     | Belgrano                | Monumental                 | 18 de marzo | 20:00    |
| Banfield           | 0 - 2     | Unión                   | Florencio Sola             | 19 de marzo | 19:00    |
| Tigre              | 1 - 1     | Independiente           | Monumental de Victoria     | 19 de marzo | 21:15    |

| Fecha 21                | Fecha 21  | Fecha 21           | Fecha 21                    | Fecha 21    | Fecha 21 |
| Local                   | Resultado | Visitante          | Estadio                     | Fecha       | Hora     |
| ----------------------- | --------- | ------------------ | --------------------------- | ----------- | -------- |
| Huracán                 | 1 - 1     | Banfield           | Tomás A. Ducó               | 30 de marzo | 19:00    |
| Belgrano                | 2 - 2     | Racing Club        | Gigante de Alberdi          | 30 de marzo | 21:15    |
| Newell's Old Boys       | 2 - 1     | Tigre              | Marcelo Bielsa              | 31 de marzo | 13:15    |
| Vélez Sarsfield         | 3 - 3     | Estudiantes (LP)   | José Amalfitani             | 31 de marzo | 13:15    |
| Gimnasia y Esgrima (LP) | 1 - 3     | Argentinos Juniors | Del Bosque                  | 31 de marzo | 15:30    |
| Unión                   | 1 - 1     | San Martín (SJ)    | 15 de abril                 | 31 de marzo | 17:45    |
| Independiente           | 0 - 2     | Atlético Tucumán   | Libertadores de América     | 31 de marzo | 20:00    |
| Defensa y Justicia      | 1 - 3     | River Plate        | Norberto Tomaghello         | 1 de abril  | 11:00    |
| Chacarita Juniors       | 2 - 2     | Arsenal            | Chacarita Juniors           | 1 de abril  | 13:15    |
| Patronato               | 3 - 0     | Rosario Central    | Presbítero Bartolomé Grella | 1 de abril  | 15:30    |
| Boca Juniors            | 2 - 1     | Talleres (C)       | La Bombonera                | 1 de abril  | 17:45    |
| Lanús                   | 0 - 2     | San Lorenzo        | Ciudad de Lanús             | 1 de abril  | 20:00    |
| Olimpo                  | 1 - 1     | Temperley          | Roberto N. Carminati        | 2 de abril  | 19:00    |
| Godoy Cruz              | 2 - 1     | Colón              | Malvinas Argentinas         | 2 de abril  | 21:15    |

| Fecha 22           | Fecha 22  | Fecha 22                | Fecha 22                   | Fecha 22   | Fecha 22 |
| Local              | Resultado | Visitante               | Estadio                    | Fecha      | Hora     |
| ------------------ | --------- | ----------------------- | -------------------------- | ---------- | -------- |
| Tigre              | 2 - 0     | Gimnasia y Esgrima (LP) | Monumental de Victoria     | 6 de abril | 19:00    |
| Argentinos Juniors | 3 - 1     | Unión                   | Diego Armando Maradona     | 6 de abril | 21:15    |
| Temperley          | 2 - 2     | Lanús                   | Alfredo Beranger           | 7 de abril | 13:15    |
| Rosario Central    | 2 - 1     | Belgrano                | Gigante de Arroyito        | 7 de abril | 13:15    |
| Colón              | 0 - 1     | Vélez Sarsfield         | Brigadier Estanislao López | 7 de abril | 15:30    |
| Banfield           | 3 - 0     | Olimpo                  | Florencio Sola             | 7 de abril | 17:45    |
| Boca Juniors       | 1 - 2     | Defensa y Justicia      | La Bombonera               | 7 de abril | 20:00    |
| San Lorenzo        | 0 - 5     | Godoy Cruz              | Nuevo Gasómetro            | 8 de abril | 11:00    |
| San Martín (SJ)    | 0 - 1     | Huracán                 | Ingeniero Hilario Sánchez  | 8 de abril | 13:15    |
| Atlético Tucumán   | 1 - 1     | Newell's Old Boys       | Monumental José Fierro     | 8 de abril | 15:30    |
| Talleres (C)       | 0 - 2     | Independiente           | Mario Alberto Kempes       | 8 de abril | 18:00    |
| Racing Club        | 0 - 2     | River Plate             | El Cilindro                | 8 de abril | 20:00    |
| Arsenal            | 1 - 1     | Patronato               | El Viaducto                | 9 de abril | 19:00    |
| Estudiantes (LP)   | 0 - 2     | Chacarita Juniors       | Centenario                 | 9 de abril | 21:15    |

| Fecha 23                | Fecha 23  | Fecha 23           | Fecha 23                    | Fecha 23    | Fecha 23 |
| Local                   | Resultado | Visitante          | Estadio                     | Fecha       | Hora     |
| ----------------------- | --------- | ------------------ | --------------------------- | ----------- | -------- |
| Gimnasia y Esgrima (LP) | 1 - 2     | Atlético Tucumán   | Del Bosque                  | 13 de abril | 19:00    |
| Huracán                 | 1 - 0     | Argentinos Juniors | Tomás A. Ducó               | 13 de abril | 21:15    |
| Olimpo                  | 0 - 2     | San Martín (SJ)    | Roberto N. Carminati        | 14 de abril | 13:15    |
| Godoy Cruz              | 3 - 0     | Temperley          | Malvinas Argentinas         | 14 de abril | 13:15    |
| Lanús                   | 0 - 0     | Banfield           | Ciudad de Lanús             | 14 de abril | 15:30    |
| Belgrano                | 3 - 0     | Arsenal            | Gigante de Alberdi          | 14 de abril | 17:45    |
| Defensa y Justicia      | 3 - 2     | Racing Club        | Norberto Tomaghello         | 14 de abril | 20:00    |
| Unión                   | 3 - 3     | Tigre              | 15 de abril                 | 15 de abril | 11:00    |
| Patronato               | 0 - 1     | Estudiantes (LP)   | Presbítero Bartolomé Grella | 15 de abril | 13:15    |
| Chacarita Juniors       | 0 - 2     | Colón              | Chacarita Juniors           | 15 de abril | 15:30    |
| River Plate             | 2 - 0     | Rosario Central    | Monumental                  | 15 de abril | 17:45    |
| Independiente           | 1 - 0     | Boca Juniors       | Libertadores de América     | 15 de abril | 20:00    |
| Newell's Old Boys       | 2 - 1     | Talleres (C)       | Marcelo Bielsa              | 16 de abril | 19:00    |
| Vélez Sarsfield         | 2 - 2     | San Lorenzo        | José Amalfitani             | 16 de abril | 21:15    |

| Fecha 24           | Fecha 24  | Fecha 24                | Fecha 24                   | Fecha 24    | Fecha 24 |
| Local              | Resultado | Visitante               | Estadio                    | Fecha       | Hora     |
| ------------------ | --------- | ----------------------- | -------------------------- | ----------- | -------- |
| Argentinos Juniors | 1 - 0     | Olimpo                  | Diego Armando Maradona     | 20 de abril | 19:00    |
| Estudiantes (LP)   | 0 - 1     | Belgrano                | Ciudad de La Plata         | 20 de abril | 21:15    |
| San Martín (SJ)    | 1 - 1     | Lanús                   | Ingeniero Hilario Sánchez  | 21 de abril | 13:15    |
| Temperley          | 2 - 4     | Vélez Sarsfield         | Alfredo Beranger           | 21 de abril | 13:15    |
| Talleres (C)       | 2 - 0     | Gimnasia y Esgrima (LP) | Mario Alberto Kempes       | 21 de abril | 15:30    |
| Banfield           | 1 - 1     | Godoy Cruz              | Florencio Sola             | 21 de abril | 17:45    |
| San Lorenzo        | 1 - 0     | Chacarita Juniors       | Nuevo Gasómetro            | 21 de abril | 20:00    |
| Tigre              | 0 - 2     | Huracán                 | Monumental de Victoria     | 22 de abril | 11:00    |
| Rosario Central    | 0 - 2     | Racing Club             | Gigante de Arroyito        | 22 de abril | 13:15    |
| Atlético Tucumán   | 0 - 0     | Unión                   | Monumental José Fierro     | 22 de abril | 15:30    |
| Arsenal            | 0 - 3     | River Plate             | El Viaducto                | 22 de abril | 17:45    |
| Boca Juniors       | 3 - 1     | Newell's Old Boys       | La Bombonera               | 22 de abril | 20:00    |
| Colón              | 4 - 0     | Patronato               | Brigadier Estanislao López | 23 de abril | 19:00    |
| Independiente      | 0 - 1     | Defensa y Justicia      | Libertadores de América    | 23 de abril | 21:15    |

| Fecha 25                | Fecha 25  | Fecha 25           | Fecha 25                    | Fecha 25    | Fecha 25 |
| Local                   | Resultado | Visitante          | Estadio                     | Fecha       | Hora     |
| ----------------------- | --------- | ------------------ | --------------------------- | ----------- | -------- |
| Chacarita Juniors       | 1 - 2     | Temperley          | Chacarita Juniors           | 27 de abril | 19:00    |
| Godoy Cruz              | 2 - 0     | San Martín (SJ)    | Malvinas Argentinas         | 27 de abril | 21:15    |
| Vélez Sarsfield         | 1 - 0     | Banfield           | José Amalfitani             | 28 de abril | 13:15    |
| Defensa y Justicia      | 3 - 1     | Rosario Central    | Norberto Tomaghello         | 28 de abril | 13:15    |
| Newell's Old Boys       | 0 - 1     | Independiente      | Marcelo Bielsa              | 28 de abril | 15:30    |
| Lanús                   | 0 - 0     | Argentinos Juniors | Ciudad de Lanús             | 28 de abril | 17:45    |
| Huracán                 | 3 - 2     | Atlético Tucumán   | Tomás A. Ducó               | 28 de abril | 20:00    |
| Gimnasia y Esgrima (LP) | 2 - 2     | Boca Juniors       | Del Bosque                  | 29 de abril | 11:00    |
| Patronato               | 0 - 0     | San Lorenzo        | Presbítero Bartolomé Grella | 29 de abril | 13:15    |
| Belgrano                | 1 - 0     | Colón              | Gigante de Alberdi          | 29 de abril | 15:30    |
| Racing Club             | 2 - 0     | Arsenal            | El Cilindro                 | 29 de abril | 20:00    |
| Unión                   | 3 - 0     | Talleres (C)       | 15 de abril                 | 30 de abril | 19:00    |
| Olimpo                  | 1 - 5     | Tigre              | Roberto N. Carminati        | 30 de abril | 21:15    |
| River Plate             | 2 - 0     | Estudiantes (LP)   | Monumental                  | 10 de mayo  | 20:00    |

| Fecha 26           | Fecha 26  | Fecha 26                | Fecha 26                   | Fecha 26  | Fecha 26 |
| Local              | Resultado | Visitante               | Estadio                    | Fecha     | Hora     |
| ------------------ | --------- | ----------------------- | -------------------------- | --------- | -------- |
| San Martín (SJ)    | 0 - 2     | Vélez Sarsfield         | Ingeniero Hilario Sánchez  | 4 de mayo | 19:00    |
| San Lorenzo        | 2 - 0     | Belgrano                | Nuevo Gasómetro            | 4 de mayo | 21:15    |
| Argentinos Juniors | 1 - 2     | Godoy Cruz              | Diego Armando Maradona     | 5 de mayo | 13:15    |
| Arsenal            | 4 - 0     | Rosario Central         | El Viaducto                | 5 de mayo | 13:15    |
| Newell's Old Boys  | 1 - 0     | Defensa y Justicia      | Marcelo Bielsa             | 5 de mayo | 15:30    |
| Talleres (C)       | 0 - 0     | Huracán                 | Mario Alberto Kempes       | 5 de mayo | 17:45    |
| Atlético Tucumán   | 1 - 1     | Olimpo                  | Monumental José Fierro     | 5 de mayo | 20:00    |
| Temperley          | 1 - 2     | Patronato               | Alfredo Beranger           | 6 de mayo | 11:00    |
| Independiente      | 2 - 2     | Gimnasia y Esgrima (LP) | Libertadores de América    | 6 de mayo | 13:15    |
| Tigre              | 0 - 0     | Lanús                   | Monumental de Victoria     | 6 de mayo | 15:30    |
| Boca Juniors       | 2 - 0     | Unión                   | La Bombonera               | 6 de mayo | 17:45    |
| Estudiantes (LP)   | 1 - 2     | Racing Club             | Ciudad de La Plata         | 6 de mayo | 20:00    |
| Banfield           | 2 - 1     | Chacarita Juniors       | Florencio Sola             | 7 de mayo | 19:15    |
| Colón              | 0 - 0     | River Plate             | Brigadier Estanislao López | 7 de mayo | 21:15    |

| Fecha 27                | Fecha 27  | Fecha 27           | Fecha 27                    | Fecha 27   | Fecha 27 |
| Local                   | Resultado | Visitante          | Estadio                     | Fecha      | Hora     |
| ----------------------- | --------- | ------------------ | --------------------------- | ---------- | -------- |
| Chacarita Juniors       | 1 - 4     | San Martín (SJ)    | Chacarita Juniors           | 11 de mayo | 19:00    |
| Lanús                   | 0 - 0     | Atlético Tucumán   | Ciudad de Lanús             | 11 de mayo | 21:15    |
| Huracán                 | 3 - 3     | Boca Juniors       | Tomás A. Ducó               | 12 de mayo | 11:00    |
| Patronato               | 0 - 0     | Banfield           | Presbítero Bartolomé Grella | 12 de mayo | 13:15    |
| Defensa y Justicia      | 2 - 0     | Arsenal            | Norberto Tomaghello         | 12 de mayo | 15:30    |
| Olimpo                  | 2 - 2     | Talleres (C)       | Roberto N. Carminati        | 12 de mayo | 15:30    |
| Unión                   | 1 - 0     | Independiente      | 15 de abril                 | 12 de mayo | 17:45    |
| Belgrano                | 2 - 3     | Temperley          | Gigante de Alberdi          | 12 de mayo | 20:00    |
| Godoy Cruz              | 2 - 0     | Tigre              | Malvinas Argentinas         | 13 de mayo | 17:45    |
| Vélez Sarsfield         | 1 - 1     | Argentinos Juniors | José Amalfitani             | 13 de mayo | 20:00    |
| Rosario Central         | 1 - 1     | Estudiantes (LP)   | Gigante de Arroyito         | 14 de mayo | 19:00    |
| Racing Club             | 1 - 3     | Colón              | El Cilindro                 | 14 de mayo | 19:00    |
| River Plate             | 2 - 0     | San Lorenzo        | Monumental                  | 14 de mayo | 21:15    |
| Gimnasia y Esgrima (LP) | 2 - 0     | Newell's Old Boys  | Del Bosque                  | 14 de mayo | 21:15    |

| 1. 2. 3. 4. 5. 6. 7. 8. 9. |

## Clasificación a la Copa Libertadores 2019
Argentina tuvo 7 cupos en la Copa Libertadores 2019, los 6 primeros clasificados a la fase de grupos y el séptimo a la fase 2. Ellos fueron:
- Argentina 1: River Plate, campeón de la Copa Libertadores 2018.
- Argentina 2: Boca Juniors, campeón del torneo.
- Argentina 3: Godoy Cruz, subcampeón.
- Argentina 4: Rosario Central, campeón de la Copa Argentina 2017-18.
- Argentina 5: San Lorenzo, tercer puesto del torneo.
- Argentina 6: Huracán, cuarto puesto.
- Argentina 7: Talleres de Córdoba, quinto puesto.

## Clasificación a la Copa Sudamericana 2019
Los 6 cupos asignados en la Copa Sudamericana 2019 fueron:
- Argentina 1: Independiente, sexto puesto del torneo.
- Argentina 2: Racing Club, séptimo puesto.
- Argentina 3: Defensa y Justicia, noveno puesto.
- Argentina 4: Unión, décimo puesto.
- Argentina 5: Colón, undécimo puesto.
- Argentina 6: Argentinos Juniors, duodécimo puesto.

## Descensos y ascensos
Al finalizar la temporada, descendieron Arsenal, Chacarita Juniors, Olimpo y Temperley, que fueron los que ocuparon los cuatro últimos puestos en la tabla de promedios. A la vez, se produjeron los ascensos de Aldosivi y San Martín de Tucumán, respectivamente campeón y ganador del reducido del campeonato 2017-18 de la Primera B Nacional. De esta manera, el número de participantes para el siguiente torneo disminuyó a 26.

## Goleadores
| Jugador          | Equipo               | Goles | Jugada | Cabeza | T. libre | Penal | PJ |
| ---------------- | -------------------- | ----- | ------ | ------ | -------- | ----- | -- |
| Santiago García  | Godoy Cruz           | 17    | 10     | 5      | 0        | 2     | 26 |
| Lautaro Martínez | Racing Club          | 13    | 10     | 3      | 0        | 0     | 21 |
| Sebastián Ribas  | Patronato            | 13    | 7      | 5      | 0        | 1     | 25 |
| Franco Soldano   | Unión (SF)           | 11    | 6      | 3      | 0        | 2     | 27 |
| Ramón Ábila      | Huracán-Boca Juniors | 10    | 8      | 2      | 0        | 0     | 20 |
| Javier Correa    | Godoy Cruz-Colón     | 10    | 10     | 0      | 0        | 0     | 21 |
| Fernando Márquez | Defensa y Justicia   | 10    | 9      | 0      | 1        | 0     | 21 |
| Ignacio Scocco   | River Plate          | 10    | 5      | 0      | 2        | 3     | 25 |

- Fuentes:
  -  FIFA.com-Argentina Primera A: Goleadores Archivado el 12 de marzo de 2016 en Wayback Machine.

## Entrenadores
| Listado de entrenadores | Listado de entrenadores     | Listado de entrenadores |
| Equipo | Entrenador/es               | Fechas                  |
| --- | --------------------------- | ----------------------- |
| Argentinos Juniors | Alfredo Berti               | 1.ª a 27.ª              |
| Arsenal | Humberto Grondona           | 1.ª a 12.ª              |
| Arsenal | Sergio Rondina              | 13.ª a 27.ª             |
| Atlético Tucumán | Ricardo Zielinski           | 1.ª a 27.ª              |
| Banfield | Julio César Falcioni        | 1.ª a 27.ª              |
| Belgrano | Sebastián Méndez            | 1.ª a 6.ª               |
| Belgrano | Pablo Lavallén              | 7.ª a 27.ª              |
| Boca Juniors | Guillermo Barros Schelotto  | 1.ª a 27.ª              |
| Chacarita Juniors | Walter Coyette              | 1.ª a 11.ª              |
| Chacarita Juniors | Luis Marabotto(interino)    | 12.ª                    |
| Chacarita Juniors | Sebastián Pena              | 13.ª a 27.ª             |
| Colón | Eduardo Domínguez           | 1.ª a 27.ª              |
| Defensa y Justicia | Nelson Vivas                | 1.ª a 4.ª               |
| Defensa y Justicia | Manuel Fernández(interino)  | 5.ª                     |
| Defensa y Justicia | Juan Pablo Vojvoda          | 6.ª a 27.ª              |
| Estudiantes (LP) | Gustavo Matosas             | 1.ª a 3.ª               |
| Estudiantes (LP) | Leandro Benítez(interino)   | 4.ª                     |
| Estudiantes (LP) | Lucas Bernardi              | 5.ª a 24.ª y 26.ª       |
| Estudiantes (LP) | Leandro Benítez(interino)   | 25.ª y 27.ª             |
| Gimnasia y Esgrima (LP) | Mariano Soso                | 1.ª a 12.ª              |
| Gimnasia y Esgrima (LP) | Facundo Sava                | 13.ª a 24.ª             |
| Gimnasia y Esgrima (LP) | Darío Ortiz                 | 25.ª a 27.ª             |
| Godoy Cruz | Mauricio Larriera           | 1.ª a 12.ª              |
| Godoy Cruz | Diego Dabove                | 13.ª a 27.ª             |
| Huracán | Gustavo Alfaro              | 1.ª a 27.ª              |
| Independiente | Ariel Holan                 | 1.ª a 27.ª              |
| Lanús | Jorge Almirón               | 1.ª a 11.ª              |
| Lanús | Ezequiel Carboni            | 12.ª a 27.ª             |
| Newell's Old Boys | Juan Manuel Llop            | 1.ª a 16.ª              |
| Newell's Old Boys | Fabián Garfagnoli           | 17.ª y 18.ª             |
| Newell's Old Boys | Omar De Felippe             | 19.ª a 27.ª             |
| Olimpo | Mario Sciacqua              | 1.ª a 6.ª               |
| Olimpo | Rubén Forestello            | 7.ª a 12.ª              |
| Olimpo | Christian Bassedas          | 13.ª a 25.ª             |
| Olimpo | Darío Bonjour(interino)     | 26.ª y 27.ª             |
| Patronato | Juan Pablo Pumpido          | 1.ª a 27.ª              |
| Racing Club | Diego Cocca                 | 1.ª a 10.ª              |
| Racing Club | Juan Ramón Fleita(interino) | 11.ª y 12.ª             |
| Racing Club | Eduardo Coudet              | 13.ª a 27.ª             |
| River Plate | Marcelo Gallardo            | 1.ª a 27.ª              |
| Rosario Central | Paolo Montero               | 1.ª a 8.ª               |
| Rosario Central | Leonardo Fernández          | 9.ª a 25.ª              |
| Rosario Central | José Chamot                 | 26.ª y 27.ª             |
| San Lorenzo | Diego Aguirre               | 1.ª a 3.ª               |
| San Lorenzo | Claudio Biaggio             | 4.ª a 27.ª              |
| San Martín (SJ) | Néstor Gorosito             | 1.ª a 20.ª              |
| San Martín (SJ) | Walter Coyette              | 21.ª a 27.ª             |
| Talleres (C) | Frank Darío Kudelka         | 1.ª a 27.ª              |
| Temperley | Gustavo Álvarez             | 1.ª a 8.ª               |
| Temperley | Gastón Esmerado             | 9.ª a 27.ª              |
| Tigre | Ricardo Caruso Lombardi     | 1.ª a 12.ª              |
| Tigre | Cristian Ledesma            | 13.ª a 27.ª             |
| Unión | Leonardo Madelón            | 1.ª a 27.ª              |
| Vélez Sarsfield | Omar De Felippe             | 1.ª a 8.ª               |
| Vélez Sarsfield | Marcelo Gómez(interino)     | 9.ª a 12.ª              |
| Vélez Sarsfield | Gabriel Heinze              | 13.ª a 27.ª             |
| 1. 2. 3. 4. 5. 6. 7. 8. 9. 10. 11. 12. 13. 14. 15. 16. 17. 18. 19. 20. 21. 22. 23. 24. 25. 26. 27. 28. 29. 30. 31. 32. 33. 34. 35. 36. 37. 38. 39. 40. 41. 42. 43. 44. 45. |                             |                         |